# Monti Aurunci

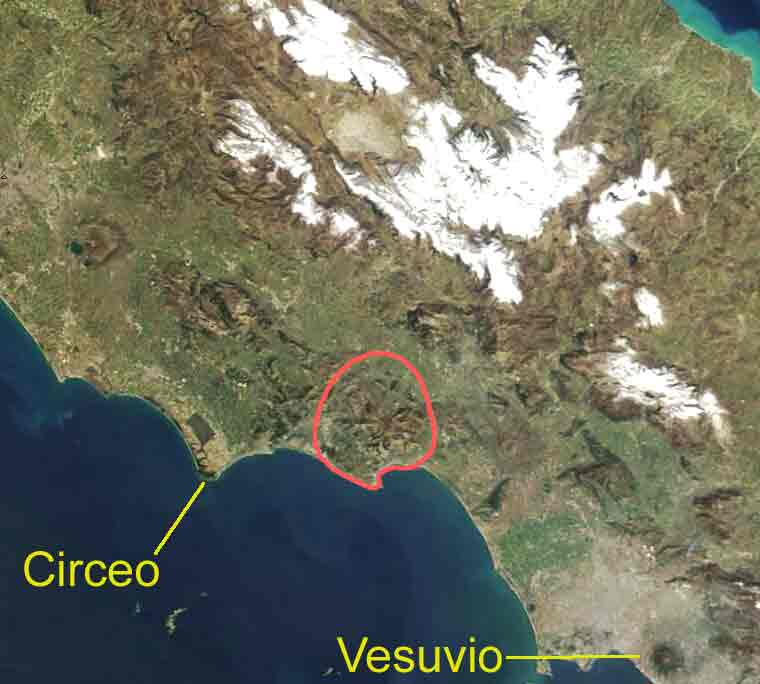
Localizzazione dei Monti Aurunci.Si possono notare le vette solitarie del Circeo (LT) a sud-ovest e del Vesuvio (NA) a sud-est parallelamente al gruppo montuoso a nord la Valle del Sacco (FR) e più a nord ancora le vette innevate dell'Appennino Centrale (RI-AQ).

I Monti Aurunci sono un gruppo montuoso dell'Italia centrale, appartenente all'Antiappennino laziale, contenuto interamente nel Lazio, che costituiscono il settore meridionale dei Monti Volsci. Confinano a ovest con il gruppo dei Monti Ausoni seguendo una linea ideale che congiunge Fondi-Lenola-Pico-Ceprano, a nord con la Valle del Liri, a est con il fiume Garigliano mentre a sud sono limitati dal mar Tirreno, con le estreme propaggini del monte Lauzo. 
Sono un'area parzialmente tutelata con l'istituzione del parco naturale dei Monti Aurunci, che al momento non comprende tutti gli ambiti territoriali dei Comuni dell'intero comprensorio; l'altitudine varia dalla quota collinare fino ai 1533 metri s.l.m. del monte Petrella.

## Descrizione
I Monti Aurunci sono costituiti dai sottogruppi montuosi dei Monti Aurunci occidentali e dal gruppo dei Monti Aurunci orientali anche chiamati Monti Vescini. Quest'ultimi prossimi al confine con la Campania, sono interposti tra la valle del Rio (fiume) Ausente e il fiume Garigliano. La valle intermedia tra il gruppo dei Monti Aurunci occidentali e dal gruppo dei Monti Aurunci orientali si amplia da 2 a 7 km di larghezza verso sud. 
A est del passo di S. Nicola, che mette in comunicazione il territorio di Itri con quello di Campodimele, si estende la gran parte del gruppo occidentale. Esso è costituito da più catene parallele sviluppate lungo l'asse nord-sud, in cui si possono identificare due dorsali principali: quella orientale, dal M. Fammera al M. S. Angelo, e un'altra più occidentale, che si sviluppa dal M. Faggeto al M. Orso. 
Ancora più a ovest il gruppo viene chiuso da una terza catena, compresa fra la valle di Itri e la piana di Fondi, che è composta da cime meno elevate, fra cui (da nord a sud) il Monte Le Vele, Montefusco (sulla cui sommità è arroccato il santuario della Madonna nera della Civita) e il monte Grande.
Al di là di questa zona centrale, il resto del territorio è costellato di cime minori e isolate, come il monte Lauzo, che si eleva al di sopra di Sperlonga.
I promontori di Monte di Scauri e della marina di Minturno sono riconducibili ai Monti Aurunci orientali. La porzione marittima dei Monti Aurunci occidentali che ricade nei comuni di Sperlonga, Itri e Gaeta è conosciuta anche come Monti Cecubi. 

### Geologia
I Monti Aurunci sono principalmente costituiti da calcari del Mesozoico depostisi in un ambiente di piattaforma carbonatica tropicale. I termini più antichi affiorano tra Gaeta e Itri e sono costituiti da rocce Triassiche e del Giurassico Inferiore. Nelle propaggini nord-orientali del Monte Fammera - dove sono presenti alcune vie di arrampicata - sono presenti calcari del giurassico medio e superiore. Sulle scogliere di Gaeta e gli altopiani sono presenti i calcari cretacei. Il particolare contesto geologico, caratterizzato dalla prevalenza di rocce calcaree, ha consentito lo sviluppo di un carsismo ben marcato sull'intero territorio e contraddistinto dalla presenza di numerose grotte. 

### Rilievi
Scorrendo la catena da nord-ovest a sud-est svettano i seguenti rilievi:
Monti
| Montagna             | Altezza | Comune                     |
| -------------------- | ------- | -------------------------- |
| Monte Appiolo        | 901     | Lenola                     |
| Monte Crispi         | 802     | Lenola Campodimele         |
| Monte Vele           | 956     | Fondi Lenola Campodimele   |
| Monte Fusco          | 644,5   | Itri                       |
| Monte Fusco          | 767,7   | Itri                       |
| Monte le Pezze       | 999,8   | Itri                       |
| Monte Cervello       | 1003,4  | Itri                       |
| Monte Faggeto        | 1256,3  | Itri Campodimele Esperia   |
| Monte Trina          | 1062,9  | Itri                       |
| Monte Calvo di Tozze | 834,2   | Itri                       |
| Monte Ferrazzano     | 1188,3  | Itri                       |
| Monte Farazzano      | 1198,9  | Itri Formia                |
| Monte Ruazzo         | 1314,4  | Itri Formia                |
| Monte le Rave Fosche | 787,2   | Itri                       |
| Monte Tuonaco        | 1179,6  | Itri Formia                |
| Monte Orso           | 1024,1  | Itri                       |
| Monte Terruto        | 905     | Formia                     |
| Monte Viola          | 1174,1  | Itri Formia                |
| Monte Revole         | 1282,4  | Itri Formia Esperia        |
| Monte Altino         | 1365,7  | Formia                     |
| Monte Fammera        | 1163,1  | Ausonia Spigno Saturnia    |
| Monte Petrella       | 1530,9  | Spigno Saturnia            |
| Monte Campetelle     | 1494,3  | Spigno Saturnia            |
| Monte S. Angelo      | 1402    | Spigno Saturnia            |
| Monte Forte          | 1315,8  | Spigno Saturnia Esperia    |
| Monte Vomero         | 1196    | Spigno Saturnia Formia     |
| Monte Sorgenze       | 1114,2  | Formia                     |
| Monte Maio           | 940     | Coreno Ausonio Vallemaio   |
| Monte Faito          | 793     | Coreno Ausonio             |
| Monte Fuga           | 685,5   | Sant'Andrea del Garigliano |

Colline
| Collina              | Altezza | Comune    |
| -------------------- | ------- | --------- |
| Monte Cefalo         | 543     | Gaeta     |
| Monte Carbonaro      | 491     | Itri      |
| Monte Lauro in Gaeta | 409     | Gaeta     |
| Monte Dragone        | 365     | Gaeta     |
| Monte Santa Maria    | 575     | Formia    |
| Monte Lauzo          | 421     | Sperlonga |
| Monte Costamezza     | 400     | Formia    |
| Monte di Mola        | 490     | Formia    |